# Gioia mexicana
Gioia mexicana es una especie de insecto coleóptero de la familia Chrysomelidae. Fue descrita científicamente en 2001 por Savini, Furth & Nino Maldonado, Santiago.